# Ji Li
Ji Li (* 14. Dezember 2000) ist eine chinesische Leichtathletin, die sich auf den Hammerwurf spezialisiert hat und in dieser Disziplin 2025 in Gumi Asienmeisterin wurde.

## Sportliche Laufbahn
Erste internationale Erfahrungen sammelte Ji Li im Jahr 2016, als sie bei den Juniorenasienmeisterschaften in der Ho-Chi-Minh-Stadt mit einer Weite von 58,11 m die Silbermedaille gewann. Im Jahr darauf siegte sie mit 67,81 m bei den Jugendasienmeisterschaften in Bangkok und schied dann bei den U18-Weltmeisterschaften in Nairobi mit 61,87 m in der Qualifikationsrunde aus. 2023 startete sie bei den Weltmeisterschaften in Budapest und verpasste dort mit 70,59 m den Finaleinzug. 2025 siegte sie bei den Asienmeisterschaften in Gumi mit einem Wurf auf 72,98 m.